# ماریا گابریلا د فاریا
ماریا گابریلا د فاریا (انگلیسی: María Gabriela de Faría؛ زادهٔ ۱۱ سپتامبر ۱۹۹۲) بازیگر و خواننده اهل ونزوئلا است که اصلیتی پرتغالی دارد. شهرت عمدهٔ وی به خاطر حضور در برنامه‌های تلویزیونی شبکه نیکلودئون در آمریکای جنوبی است.
در سال ۲۰۲۳ او برای بازی در فیلم سوپرمن در دنیای دی‌سی انتخاب شد.